# Авъл Егнаций Присцилиан
Авъл Егнаций Присцилиан (на латински: Aulus Egnatius Priscillianus; * 135 – 1??) е римски сенатор и философ.
Произлиза от фамилията Егнации.
Роднина е с Марк Егнаций Марцелин (суфектконсул 116 г.) и Марк Егнаций Постум (суфектконсул 183 г.).
Той се жени и има два сина Луций Егнаций Виктор (суфектконсул 207 г.) и Егнаций Прокул (суфектконсул 219 г.).
Дядо е на Егнаций Виктор Мариниан (легат на Горна Мизия), на Егнация Мариниана, която е втората съпруга на римския император Валериан I и майка на император Галиен и Валериан Младши (по някои източници тя е дъщеря на неговия внук Егнаций Виктор Мариниан) и на Квинт Егнаций Прокул (суфектконсул през неизвестна година).